# 1816 w polityce

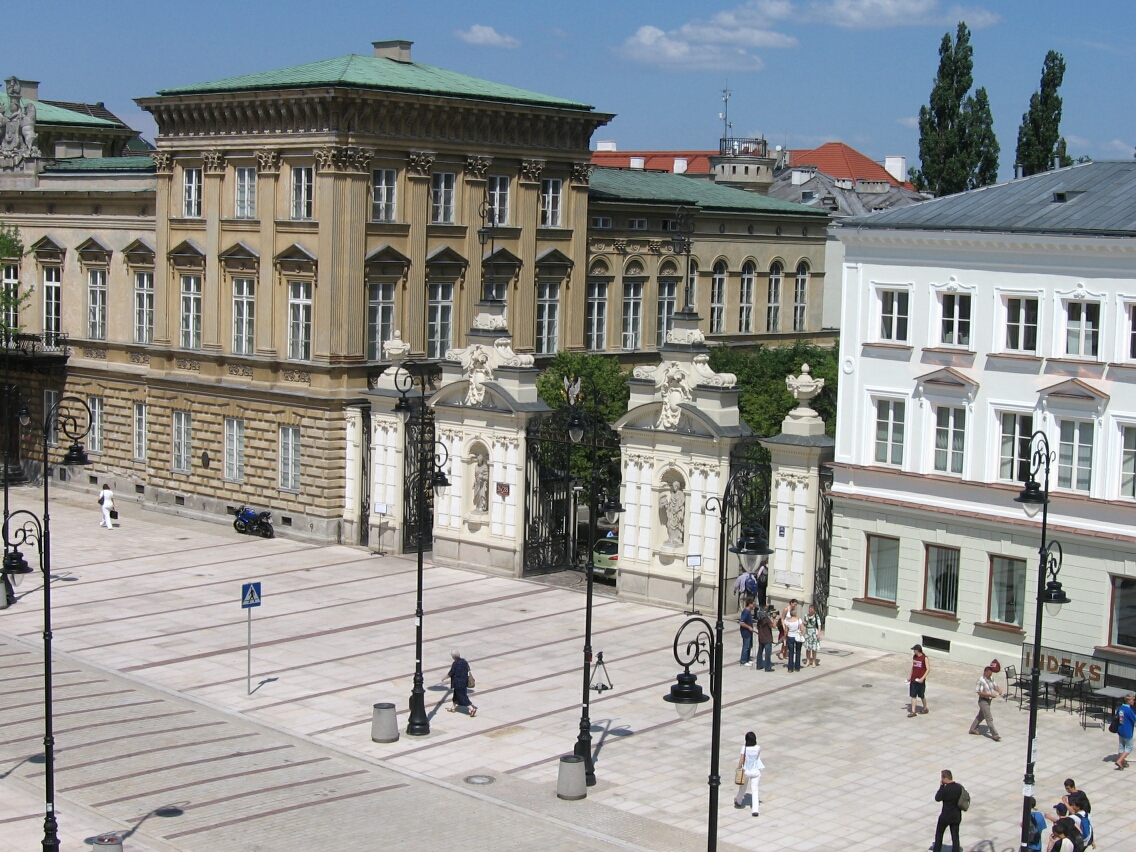
Brama główna Uniwersytetu Warszawskiego

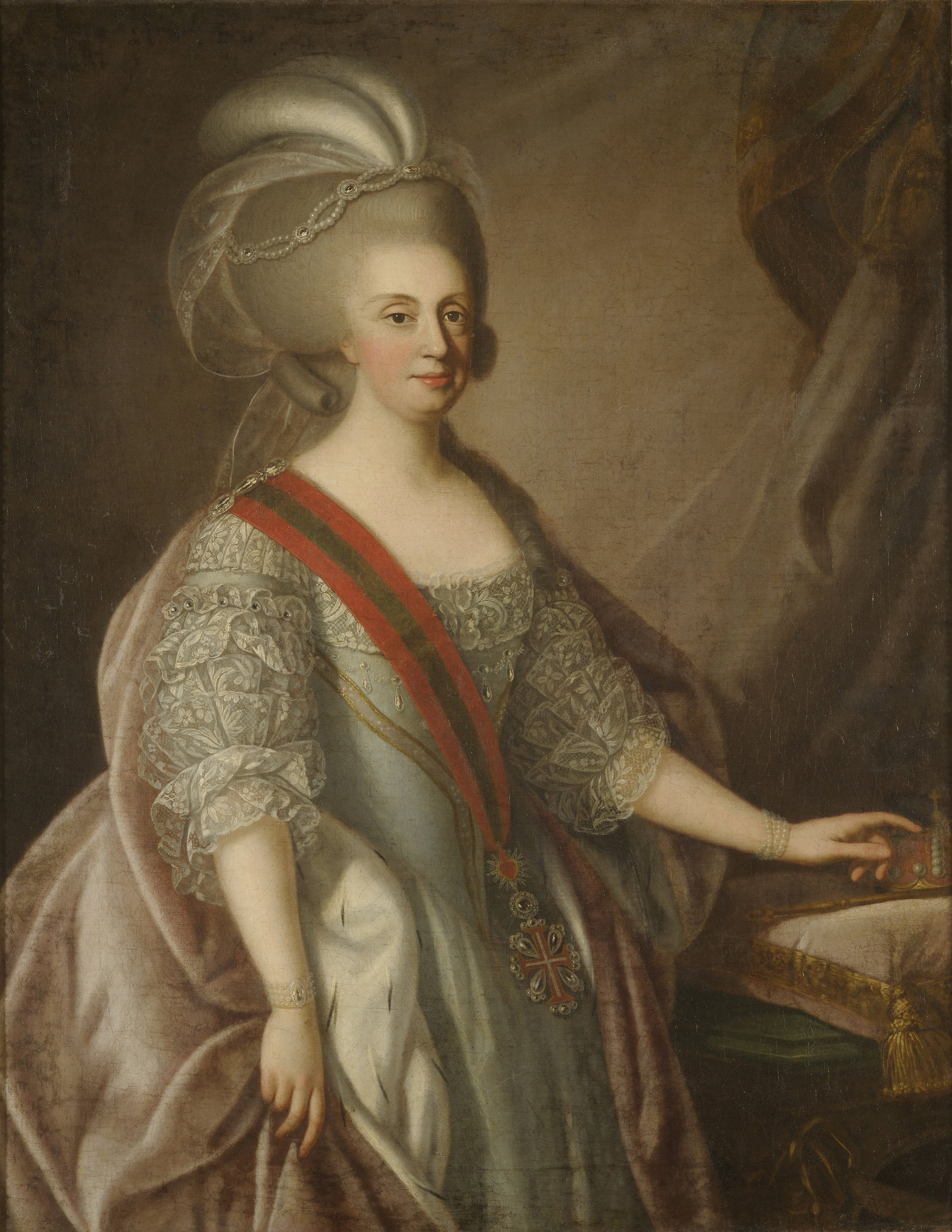
Maria I, królowa Portugalii

Wydarzenia polityczne w 1816 roku.

## Wydarzenia
- Utworzenie Uniwersytetu Warszawskiego[1].
- 11 grudnia Indiana stała się 19 stanem Stanów Zjednoczonych[2].

## Urodzili się
- 30 stycznia Nathaniel Prentice Banks, amerykański polityk i generał[3][4][5].
- 3 lutego Edward James Gay, polityk amerykański[6].

## Zmarli
- Maria I Franciszka Pobożna, królowa Portugalii[7].
- Franciszek Salezy Miaskowski, kasztelan gnieźnieński[8].
- Antoni Tyzenhauz, generał wojsk Wielkiego Księstwa Litewskiego[9].
- 14 lipca Francisco de Miranda, wenezuelski rewolucjonista (ur. 1750[10].
- Józef Krzysztofowicz, biskup ormiańskokatolicki[11].